# Miroljub Aleksić
Miroljub Aleksić (en serbe cyrillique : Мирољуб Алексић ; né le 10 août 1919 à Niš et décédé le 12 janvier 2016 au même lieu) est un peintre serbe.